# Volute

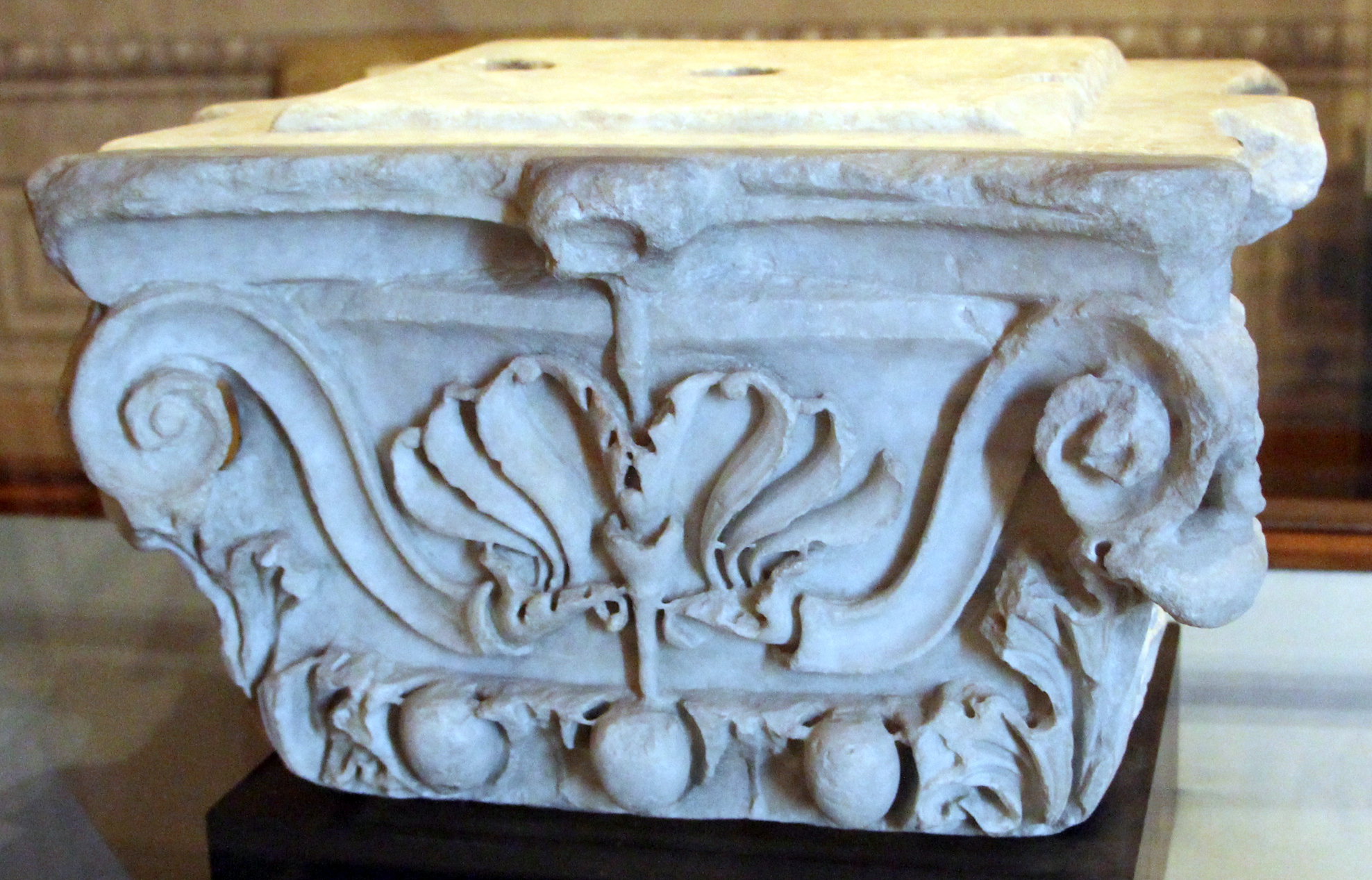
Chapiteau, Villa Medicea di Cerreto Guidi.

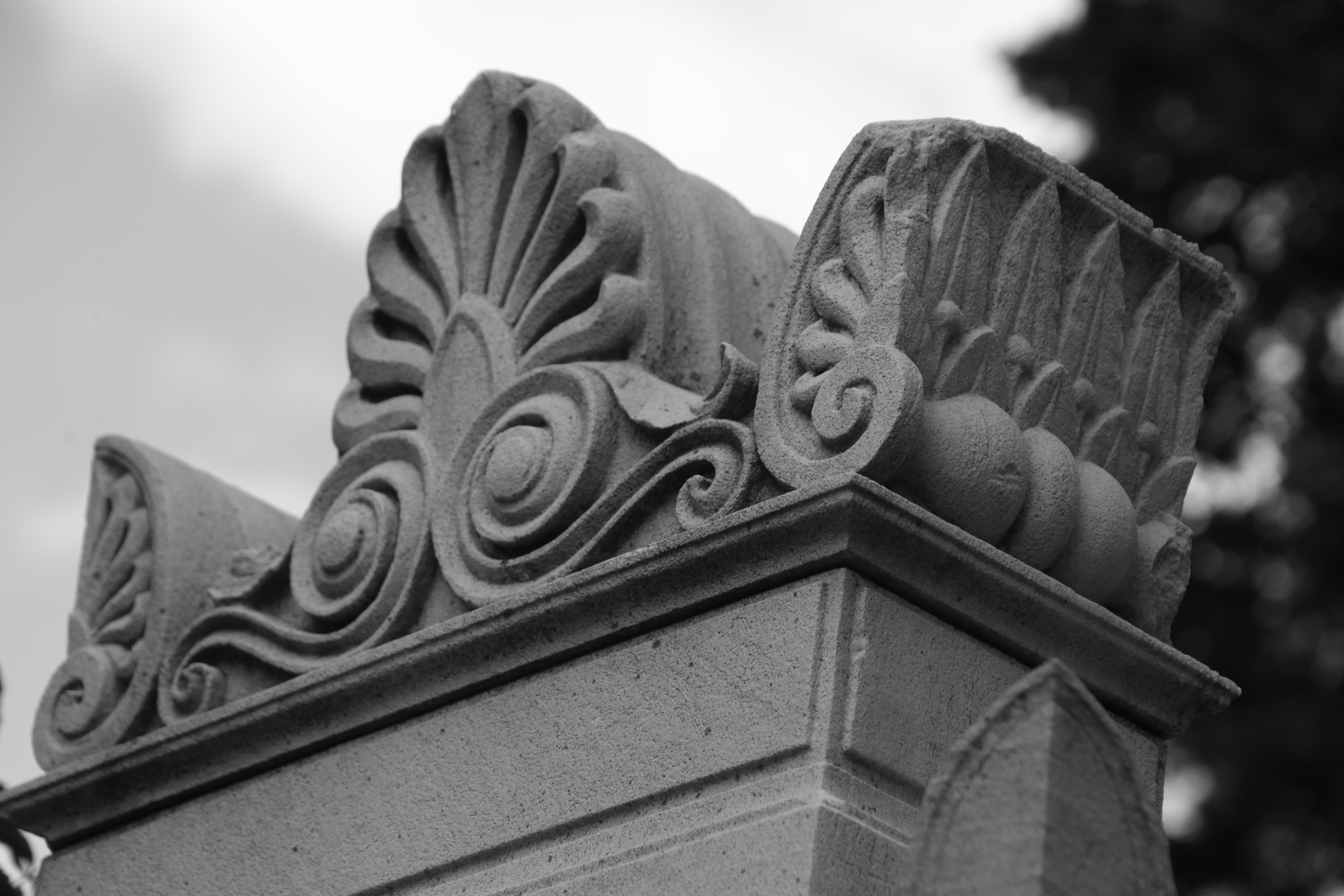
Palmette à culot, volutes, cimetière central de Vienne.

Dans les arts et notamment en architecture, une volute est un motif ornemental constitué d'un enroulement en forme de spirales. Il a été employé, en architecture, notamment dans les chapiteaux de colonnes ioniques, corinthiens et composites. Il existe aussi des pignons à volutes. Le tracé des volutes s'exécute avec un compas, la volute la plus simple est formée de quatre quarts de circonférence se raccordant à l'une de leurs extrémités de par un rayon de plus en plus petit. Il existe plusieurs types de volutes.

## Types de volutes

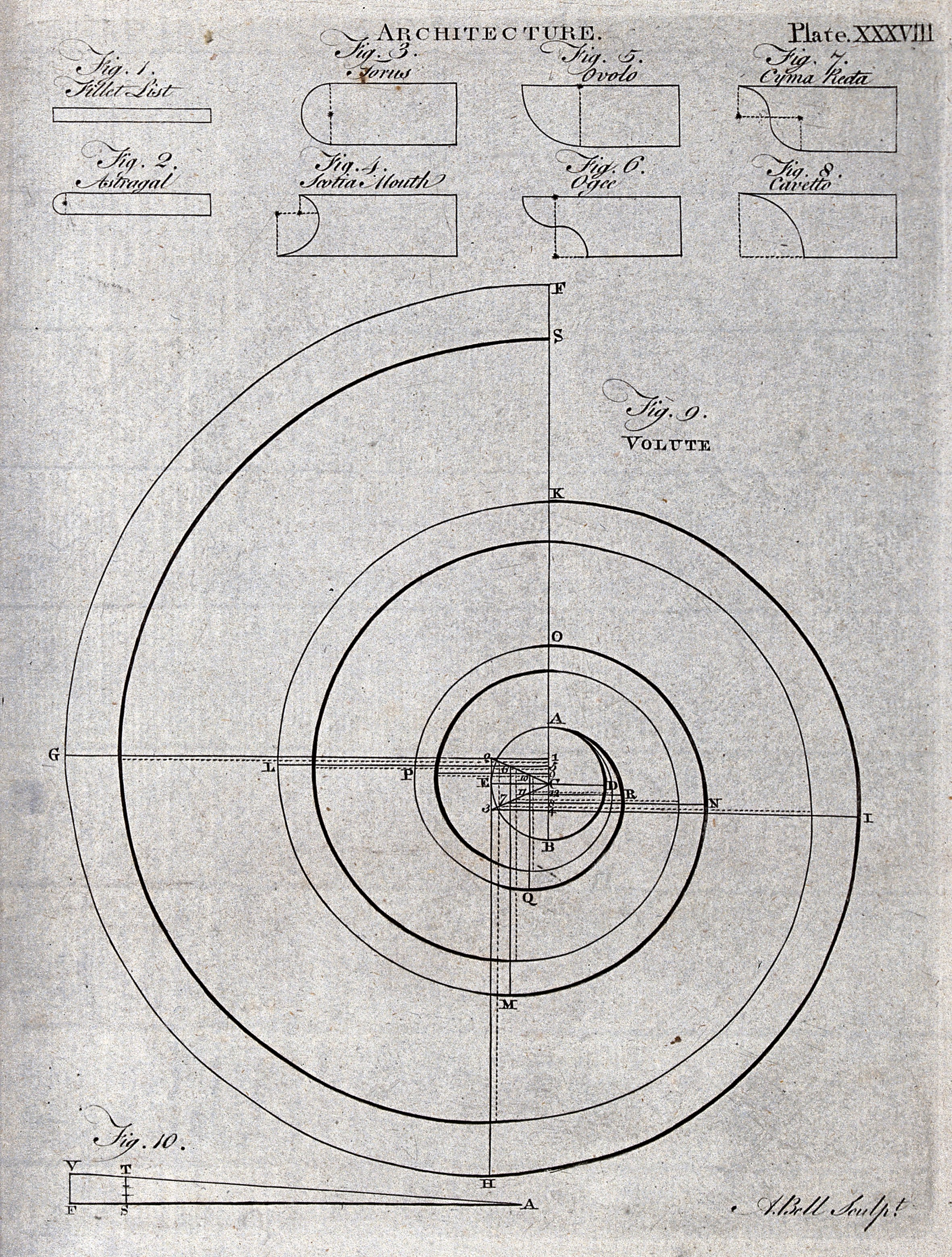
Étude, volute ionique et types de moulure.

- Volute « angulaire » : l'axe d'épaisseur correspond à la diagonale du chapiteau qui est décoré d'enroulements en volutes sur ses quatre faces.
- Volute « arasée » : volute dont les rebords ou listel ne forme pas de saillies.
- Volute « à tige droite » : volute qui prend naissance derrière l'abaque.
- Volute « de console » : volute qui est fort saillante, décorant sur le profil par des motifs d'ornementation des consoles de support.
- Volute « de modillon » : volute à enroulements inégaux décorant les éléments du modillon soutenant des entablements corinthiens.
- Volute « fleuronnée » : profil de décoration du rinceau (en serrurerie, c'est un motif de décoration en fer forgé, qui avec l'ajout de motifs de feuilles en tôle découpées, martelées ou repoussées assure la décoration des balustrades).

## Galerie

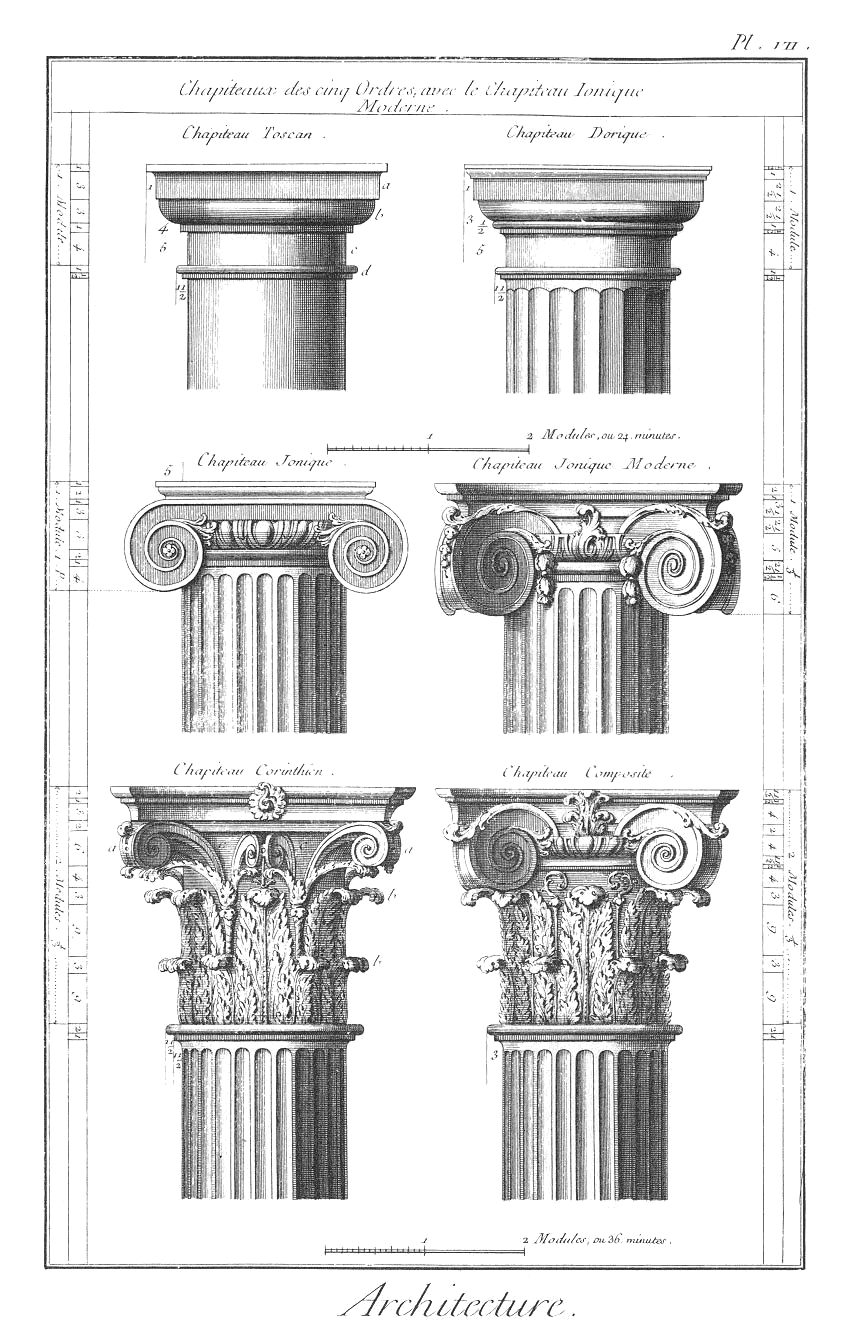
Gravure du XVIIIe siècle illustrant différentes volutes sur les chapiteaux.

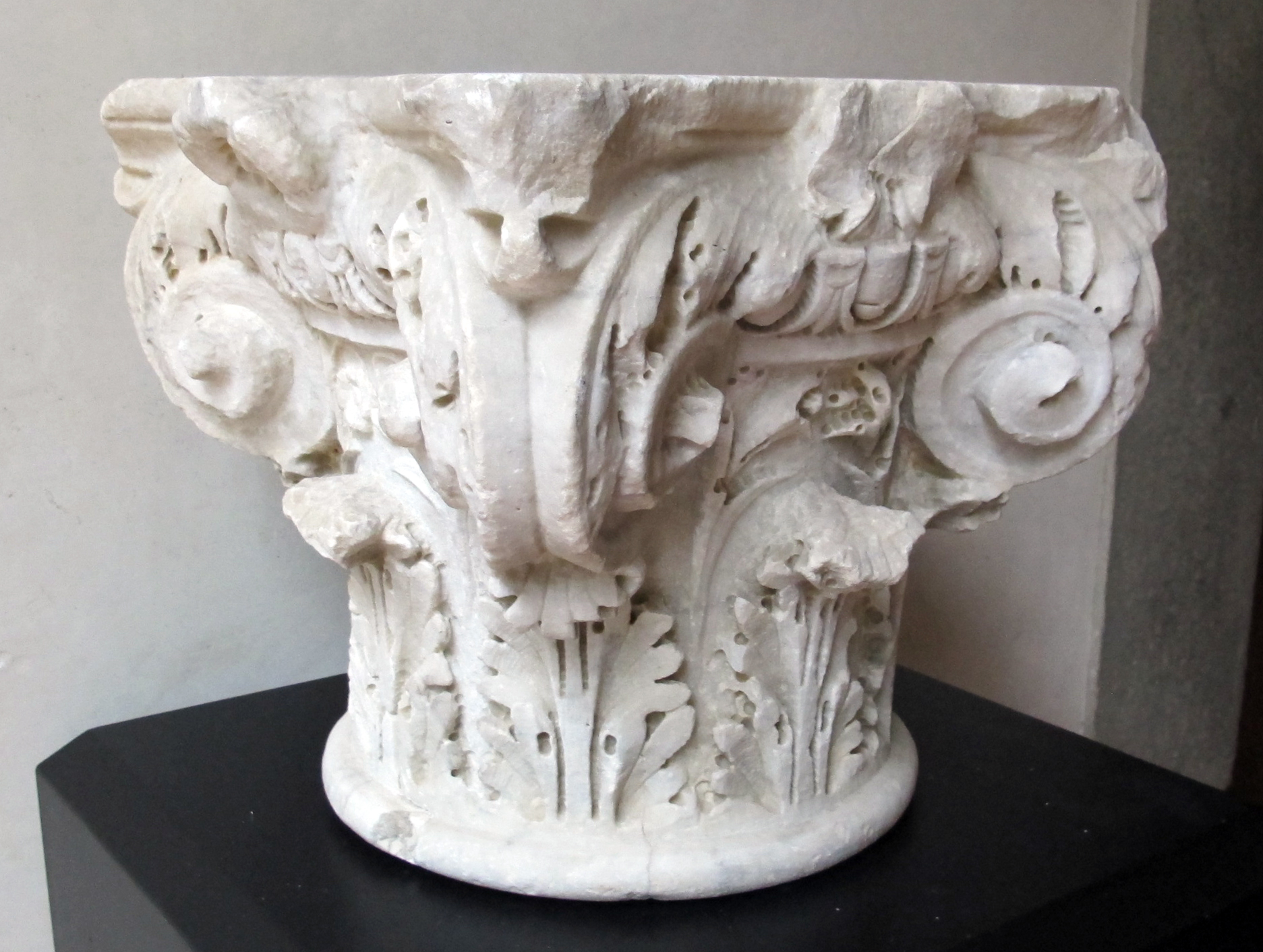
Chapiteau, Villa Medicea di Cerreto Guidi.
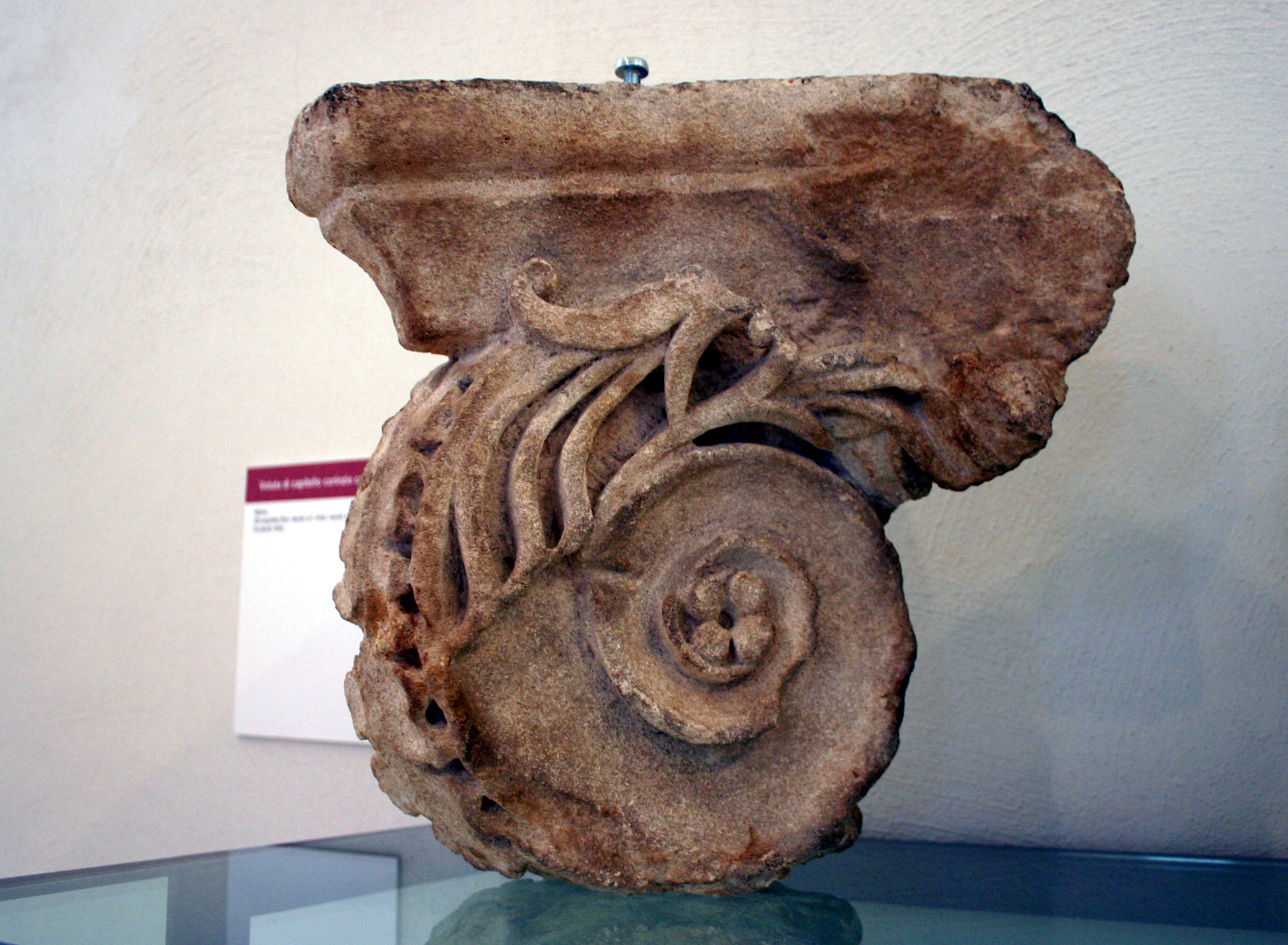
Volute d'un chapiteau ionique (Ier siècle).
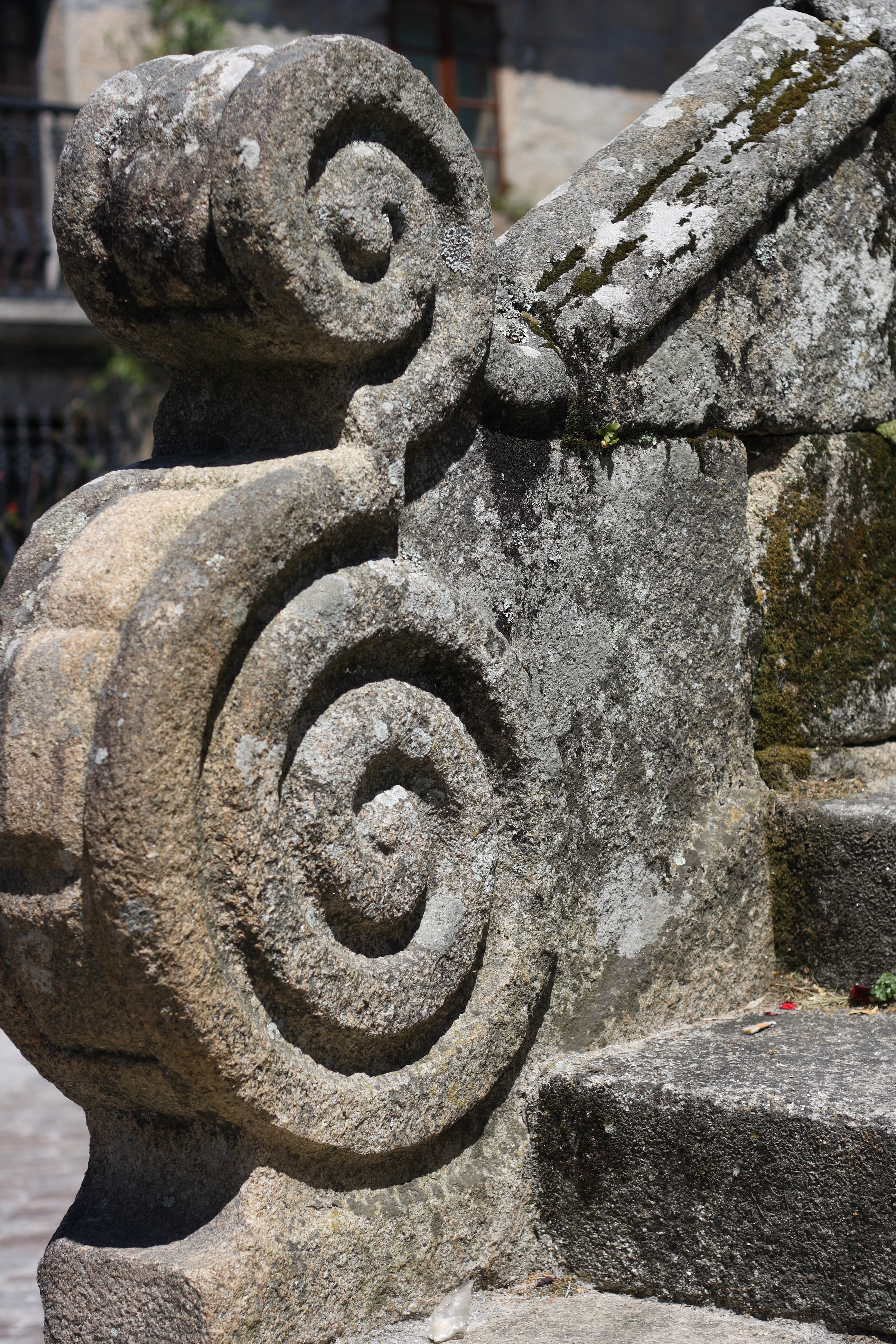
Cambados (Espagne).
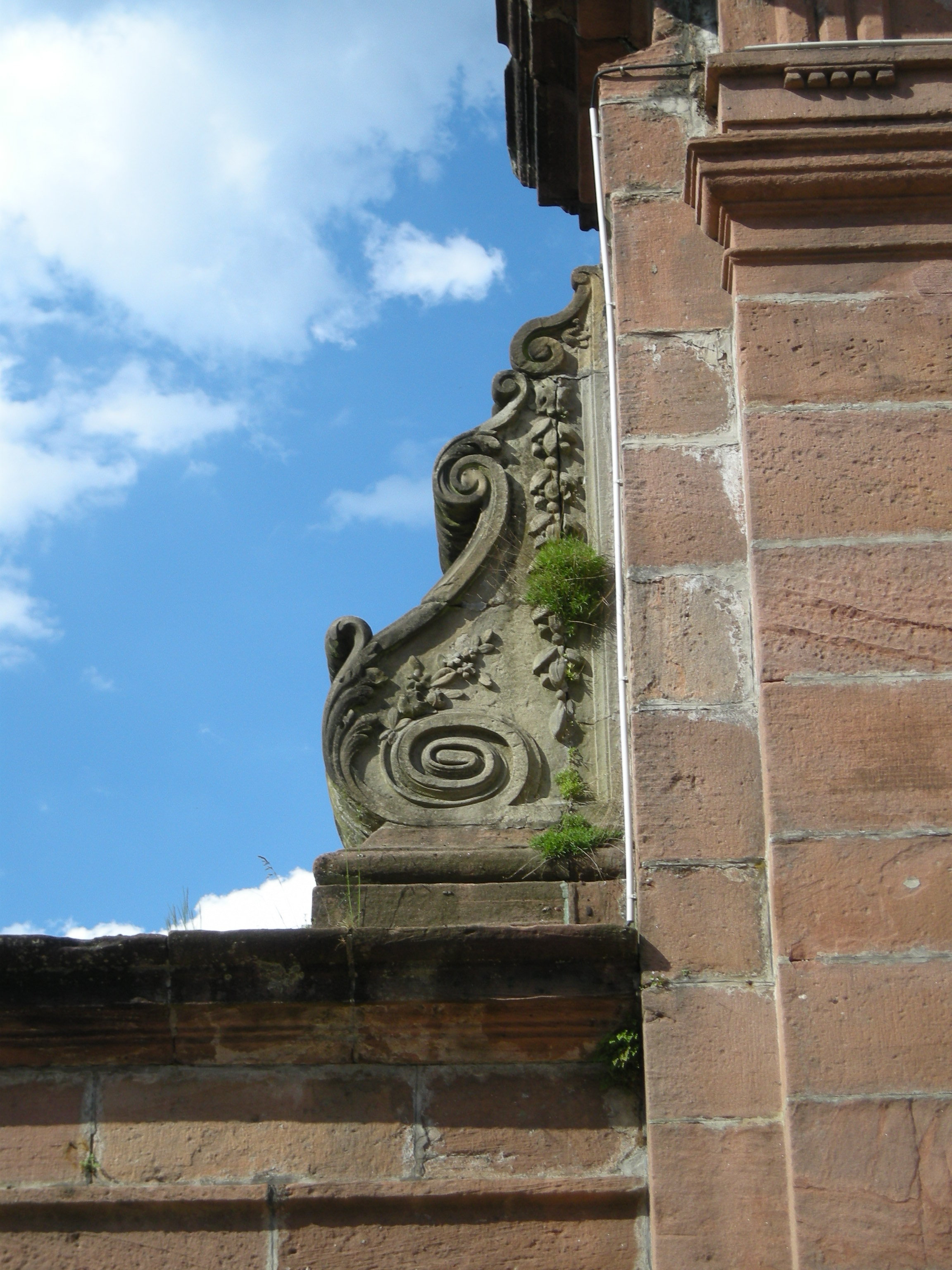
Volute en pierre blanche sur un portail en grès rose du XVIIIe siècle (abbaye de Moyenmoutier, Vosges.

## Par extension
Par extension, une volute de fumée ou de poussière est une forme similaire obtenue par l'action du mélange de solide fin et de gaz sur l'action de l'air.[réf. nécessaire]

## Galerie

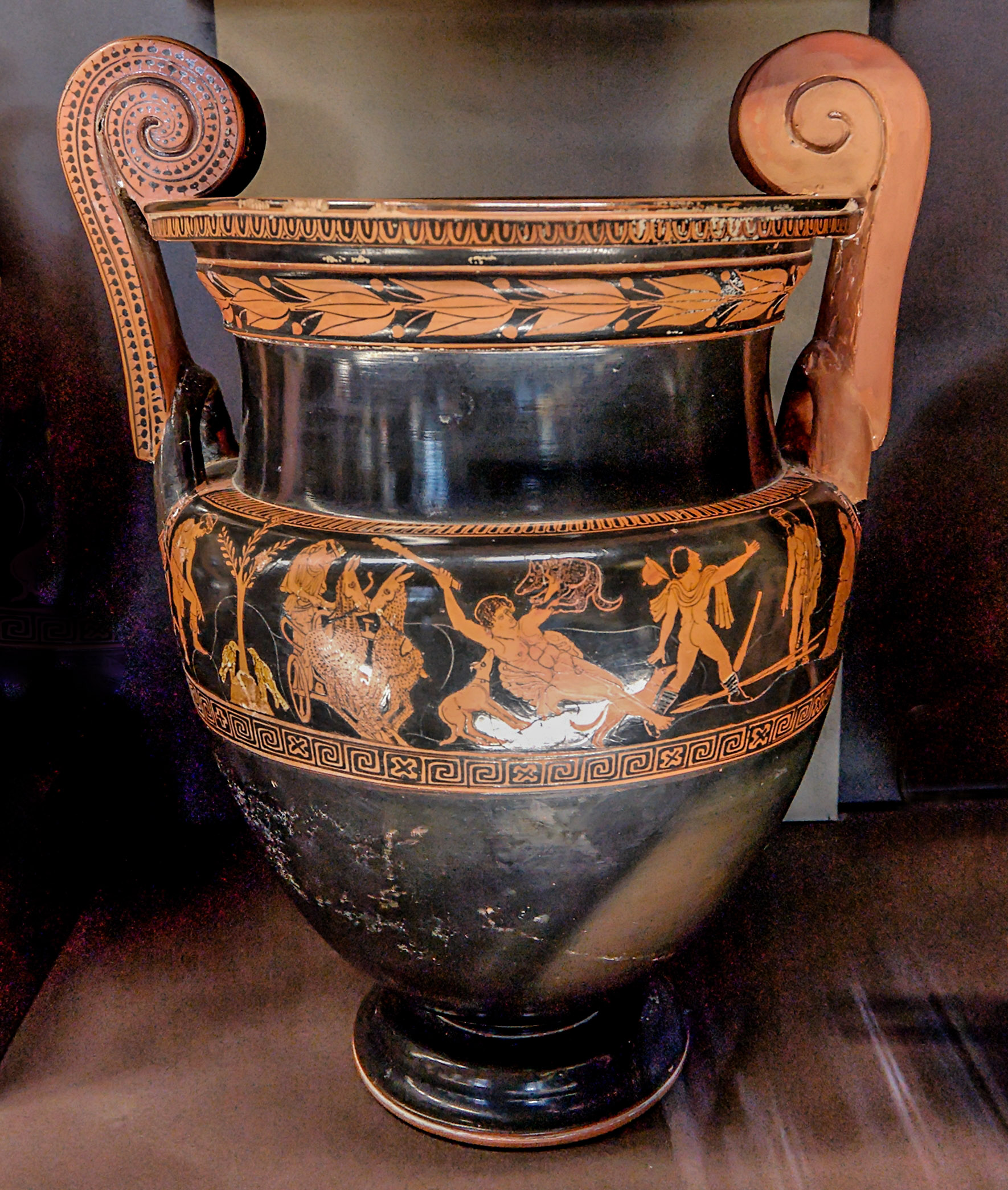
Cratère à volutes, Mort d'Actéon Ve siècle av. J.-C.
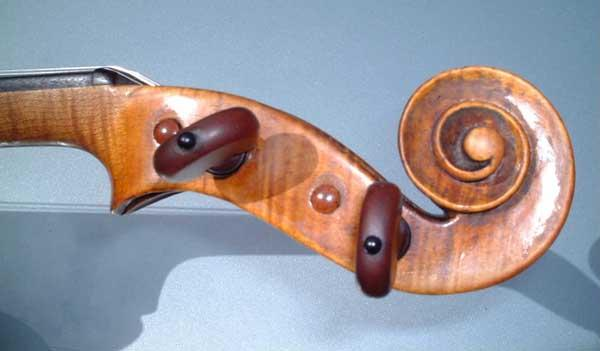
Volute ornant le chevillier d'un violon.
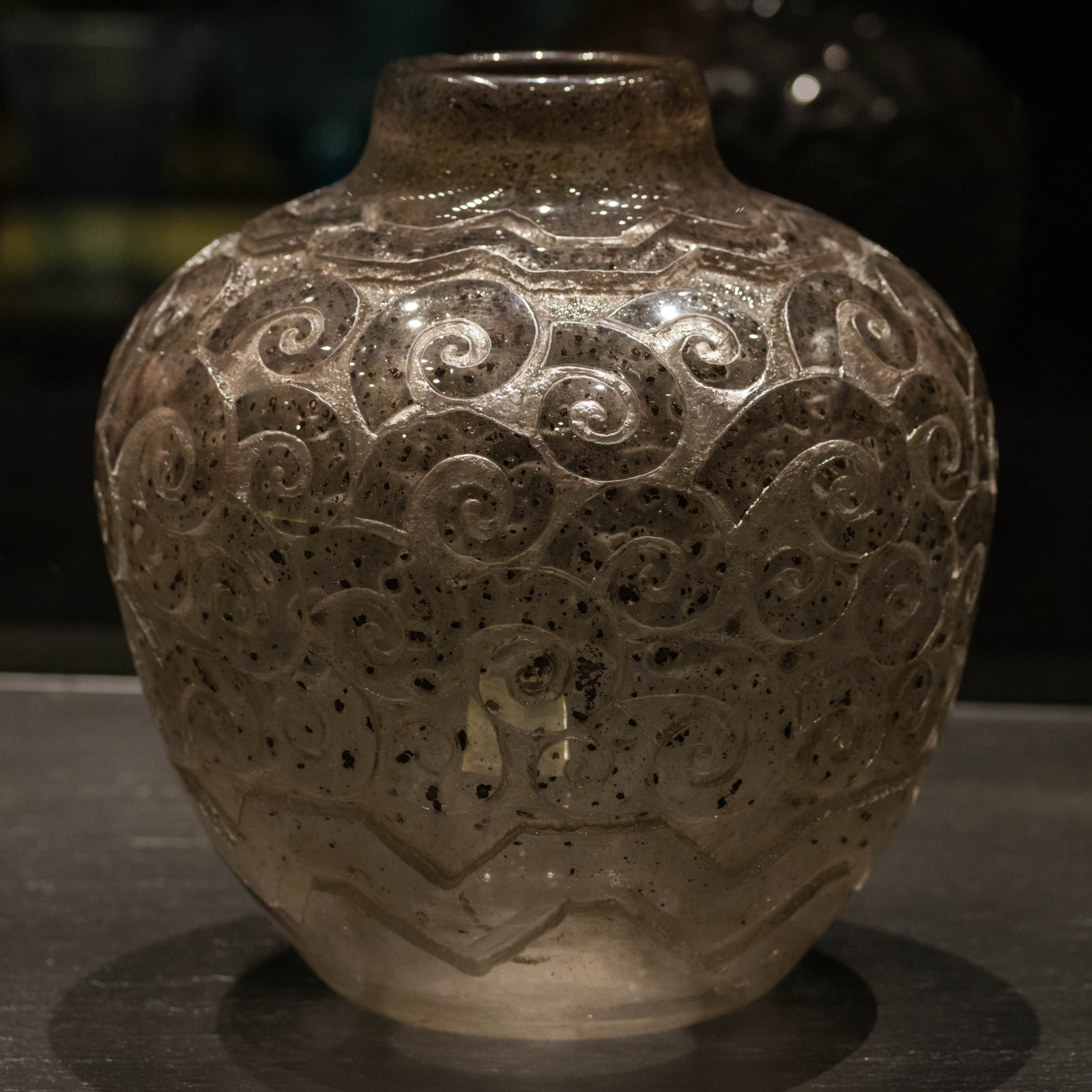
Vase à décor de volutes.